# Campionato del mondo rally 2009
Il Campionato del mondo rally 2009 si è svolto dal 30 gennaio al 25 ottobre 2009 e prevedeva 12 tappe in altrettanti Paesi.

## Calendario
Per il campionato mondiale di rally 2009, erano previste 12 prove, tre in meno rispetto alla stagione precedente, con i ritorni o gli esordi di Polonia, Irlanda, Norvegia, Cipro, Portogallo e Australia. Invece per questa stagione non sono state previste le prove di Monte Carlo, Svezia, Messico, Giordania, Turchia, Germania, Nuova Zelanda, Francia e Giappone..
| Data                   | Luogo                  | Quartier generale | Categorie |
| ---------------------- | ---------------------- | ----------------- | --------- |
| 30 gennaio-1º febbraio | Rally d'Irlanda        | Sligo             | JWRC      |
| 13-15 febbraio         | Rally di Norvegia      | Hamar             | PWRC      |
| 13-15 marzo            | Rally di Cipro         | Limassol          | JWRC/PWRC |
| 3-5 aprile             | Rally del Portogallo   | Vilamoura         | JWRC/PWRC |
| 24-26 aprile           | Rally d'Argentina      | Villa Carlos Paz  | JWRC/PWRC |
| 22-24 maggio           | Rally di Sardegna      | Olbia             | JWRC/PWRC |
| 12-14 giugno           | Rally dell'Acropoli    | Loutraki          | PWRC      |
| 26-28 giugno           | Rally di Polonia       | Mikołajki         | JWRC      |
| 31 luglio-2 agosto     | Rally di Finlandia     | Jyväskylä         | JWRC      |
| 4-6 settembre          | Rally d'Australia      | Kingscliff        | PWRC      |
| 2-4 ottobre            | Rally di Catalogna     | Salou             | JWRC      |
| 23-25 ottobre          | Rally di Gran Bretagna | Cardiff           | PWRC      |

## Squadre e piloti

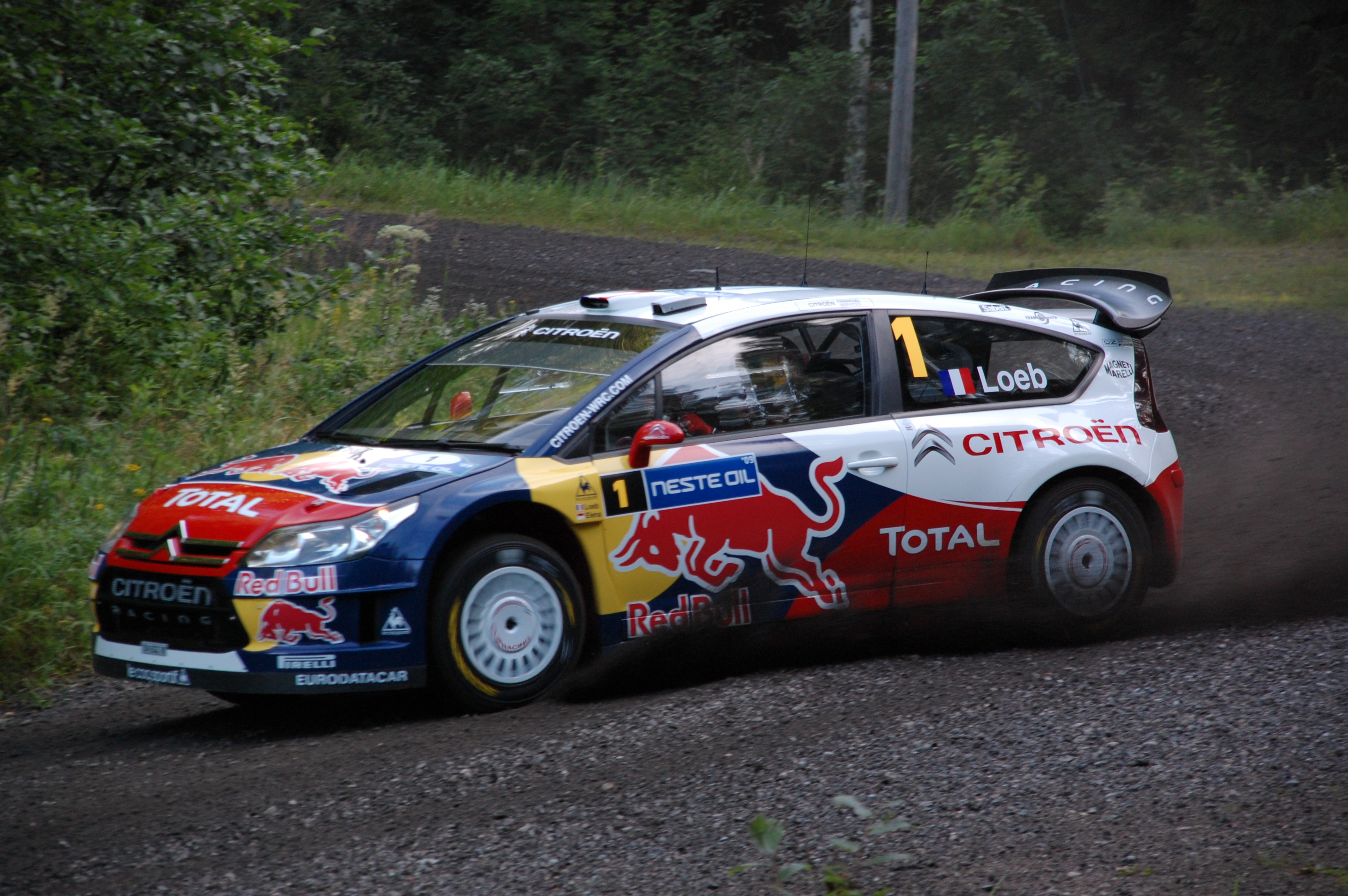
La Citroën C4 WRC ufficiale al Rally di Finlandia 2009

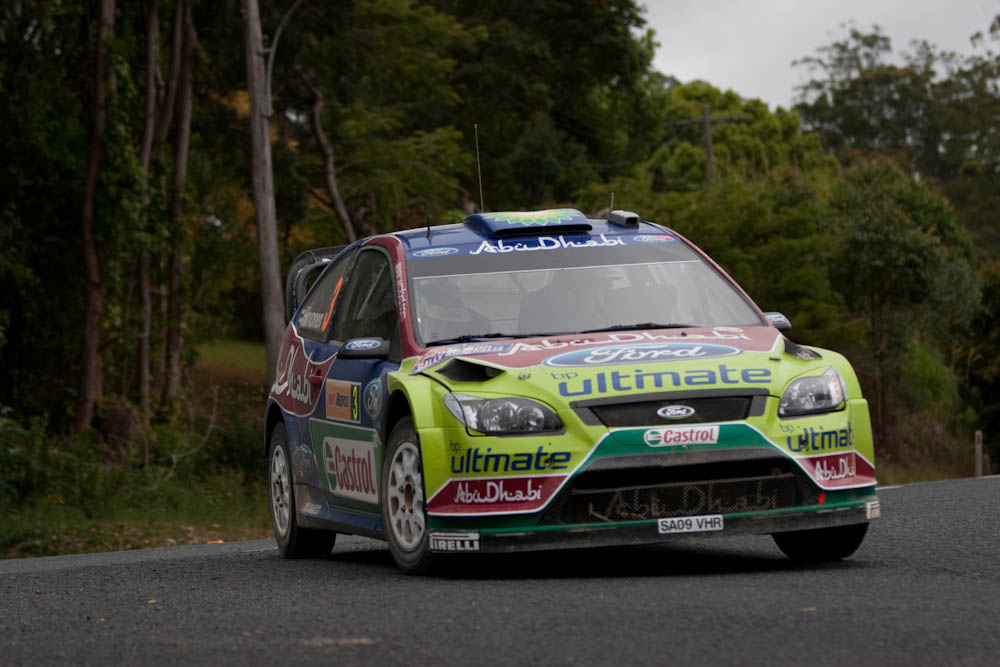
La Ford Focus RS WRC ufficiale al Rally d'Australia 2009

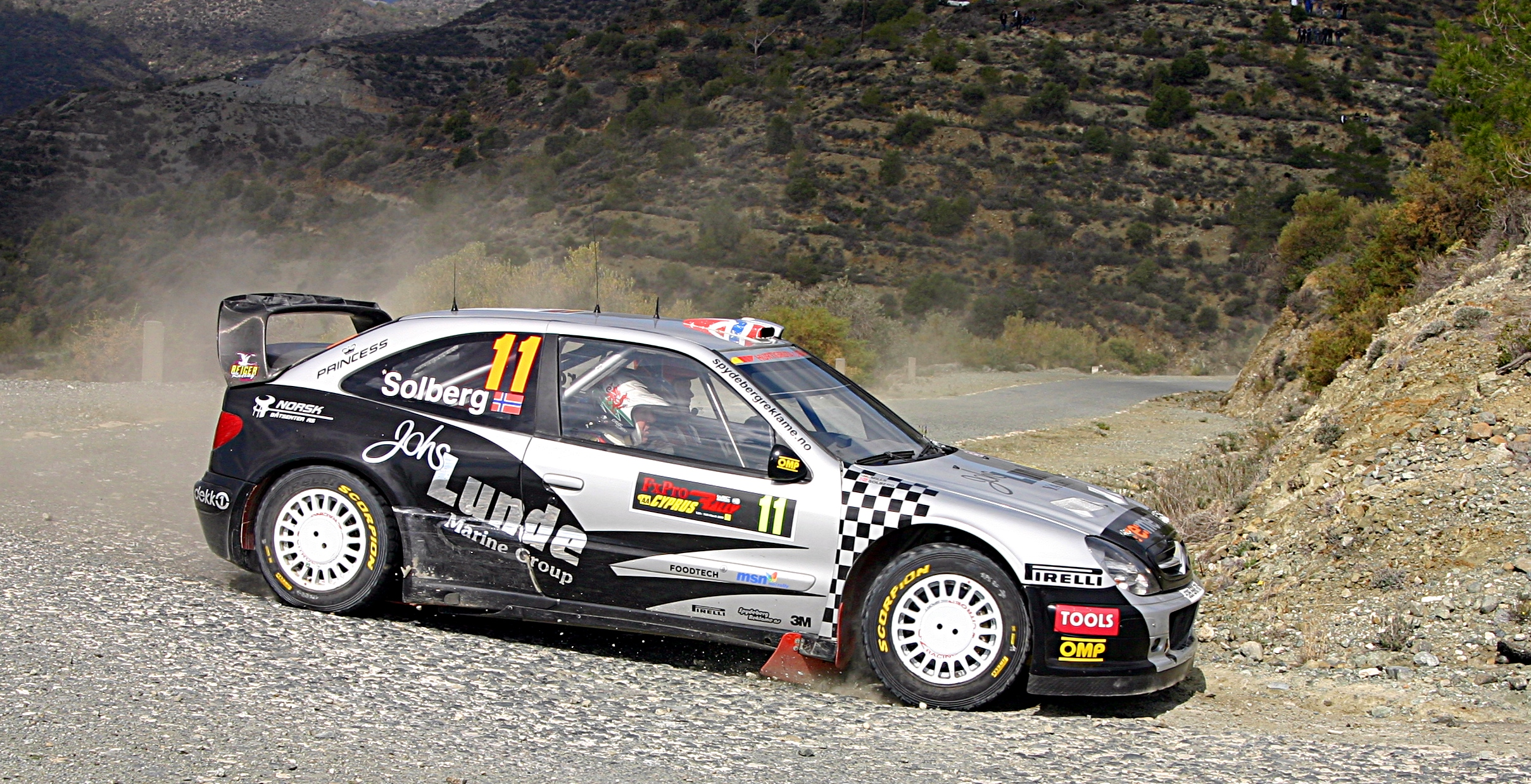
La Citroën Xsara WRC di Petter Solberg al Rally di Cipro 2009

| Squadra                                 | Costruttore | Auto              | Gomme | N° | Piloti                   | Navigatori           |
| --------------------------------------- | ----------- | ----------------- | ----- | -- | ------------------------ | -------------------- |
| Citroën Total World Rally Team          | Citroën     | C4 WRC            | P     | 1  | Sébastien Loeb           | Daniel Elena         |
| Citroën Total World Rally Team          | Citroën     | C4 WRC            | P     | 2  | Dani Sordo               | Marc Martí           |
| BP Ford Abu Dhabi World Rally Team      | Ford        | Focus RS WRC 09   | P     | 3  | Mikko Hirvonen           | Jarmo Lehtinen       |
| BP Ford Abu Dhabi World Rally Team      | Ford        | Focus RS WRC 09   | P     | 4  | Jari-Matti Latvala       | Miikka Anttila       |
| BP Ford Abu Dhabi World Rally Team      | Ford        | Focus RS WRC 09   | P     | -  | Khalid Al-Qassimi        | Michael Orr          |
| Stobart VK M-Sport Ford Rally Team      | Ford        | Focus RS WRC 08   | P     | 5  | Matthew Wilson           | Scott Martin         |
| Stobart VK M-Sport Ford Rally Team      | Ford        | Focus RS WRC 08   | P     | 6  | Henning Solberg          | Cato Menkerud        |
| Stobart VK M-Sport Ford Rally Team      | Ford        | Focus RS WRC 08   | P     | -  | Urmo Aava                | Kuldar Sikk          |
| Citroën Junior Team                     | Citroën     | C4 WRC            | P     | 7  | Chris Atkinson           | Stephane Prevot      |
| Citroën Junior Team                     | Citroën     | C4 WRC            | P     | 8  | Conrad Rautenbach        | Daniel Barritt       |
| Citroën Junior Team                     | Citroën     | C4 WRC            | P     | 12 | Sébastien Ogier          | Julien Ingrassia     |
| Citroën Junior Team                     | Citroën     | C4 WRC            | P     | -  | Evgeny Novikov           | Dale Moscatt         |
| Munchi's Ford World Rally Team          | Ford        | Focus RS WRC 08   | P     | 9  | Federico Villagra        | Jorge Perez Companc  |
| Munchi's Ford World Rally Team          | Ford        | Focus RS WRC 08   | P     | -  | Henning Solberg          | Cato Menkerud        |
| Adapta World Rally Team                 | Subaru      | Impreza WRC 2008  | P     | -  | Mads Østberg             | Ole Kristian Unnerud |
| Adapta World Rally Team                 | Subaru      | Impreza WRC 2008  | P     | -  | Anders Grøndal           | Maria Andersson      |
| Squadre non registrate come costruttori |             |                   |       |    |                          |                      |
| Petter Solberg World Rally Team .       | Citroën     | Citroën Xsara WRC | P     | 11 | Petter Solberg .         | Phil Mills .         |
| van Merksteijn Motorsport               | Ford        | Focus RS WRC 07   | P     | -  | Peter van Merksteijn     | Erwin Mombaerts      |
| van Merksteijn Motorsport               | Ford        | Focus RS WRC 07   | P     | -  | Peter van Merksteijn Jr. | Eddy Chevaillier     |

## Gare

### Legenda superfici rally
| Colore  | Superficie Rally |
| ------- | ---------------- |
| Oro     | Ghiaia           |
| Argento | Asfalto          |
| Blu     | Neve/Ghiaccio    |
| Bronzo  | Superficie mista |

| Round | Nome rally                                                      | Podio | Podio              | Podio                | Podio     |
| Round | Nome rally                                                      | Rank  | Pilota             | Auto                 | Tempo     |
| ----- | --------------------------------------------------------------- | ----- | ------------------ | -------------------- | --------- |
| 1     | / 2° Rally d'Irlanda (30 gennaio–1º febbraio)                   | 1     | Sébastien Loeb     | Citroën C4 WRC       | 2:48:25.7 |
| 1     | / 2° Rally d'Irlanda (30 gennaio–1º febbraio)                   | 2     | Dani Sordo         | Citroën C4 WRC       | 2:49:53.6 |
| 1     | / 2° Rally d'Irlanda (30 gennaio–1º febbraio)                   | 3     | Mikko Hirvonen     | Ford Focus RS WRC 08 | 2:50:33.5 |
|       |                                                                 |       |                    |                      |           |
| 2     | 3° Rally di Norvegia (12–15 febbraio)                           | 1     | Sébastien Loeb     | Citroën C4 WRC       | 3:28:15.9 |
| 2     | 3° Rally di Norvegia (12–15 febbraio)                           | 2     | Mikko Hirvonen     | Focus RS WRC 08      | 3:28:25.7 |
| 2     | 3° Rally di Norvegia (12–15 febbraio)                           | 3     | Jari-Matti Latvala | Focus RS WRC 08      | 3:29:37.7 |
|       |                                                                 |       |                    |                      |           |
| 3     | 37° Rally FxPro di Cipro (13–15 marzo)                          | 1     | Sébastien Loeb     | Citroën C4 WRC       | 4:50:34.7 |
| 3     | 37° Rally FxPro di Cipro (13–15 marzo)                          | 2     | Mikko Hirvonen     | Focus RS WRC 08      | 4:51:01.9 |
| 3     | 37° Rally FxPro di Cipro (13–15 marzo)                          | 3     | Petter Solberg     | Citroën Xsara WRC    | 4:52:24.1 |
|       |                                                                 |       |                    |                      |           |
| 4     | 43º Rally Vodafone del Portogallo (2–5 aprile)                  | 1     | Sébastien Loeb     | Citroën C4 WRC       | 3:53:13.1 |
| 4     | 43º Rally Vodafone del Portogallo (2–5 aprile)                  | 2     | Mikko Hirvonen     | Focus RS WRC 08      | 3:53:37.4 |
| 4     | 43º Rally Vodafone del Portogallo (2–5 aprile)                  | 3     | Dani Sordo         | Citroën C4 WRC       | 3:54:58.5 |
|       |                                                                 |       |                    |                      |           |
| 5     | 29º Rally ACA d'Argentina (24–26 aprile)                        | 1     | Sébastien Loeb     | Citroën C4 WRC       | 3:57:40.3 |
| 5     | 29º Rally ACA d'Argentina (24–26 aprile)                        | 2     | Dani Sordo         | Citroën C4 WRC       | 3:58:53.4 |
| 5     | 29º Rally ACA d'Argentina (24–26 aprile)                        | 3     | Henning Solberg    | Focus RS WRC 08      | 4:01:44.4 |
|       |                                                                 |       |                    |                      |           |
| 6     | 6º Rally d'Italia Sardegna (22–24 maggio)                       | 1     | Jari-Matti Latvala | Focus RS WRC 08      | 4:00:55.7 |
| 6     | 6º Rally d'Italia Sardegna (22–24 maggio)                       | 2     | Mikko Hirvonen     | Focus RS WRC 08      | 4:01:25.1 |
| 6     | 6º Rally d'Italia Sardegna (22–24 maggio)                       | 3     | Petter Solberg     | Citroën Xsara WRC    | 4:02:53.3 |
|       |                                                                 |       |                    |                      |           |
| 7     | 56° Rally dell'Acropoli (12–14 giugno)                          | 1     | Mikko Hirvonen     | Focus RS WRC 08      | 4:09:42.5 |
| 7     | 56° Rally dell'Acropoli (12–14 giugno)                          | 2     | Sébastien Ogier    | Citroën C4 WRC       | 4:10:55.4 |
| 7     | 56° Rally dell'Acropoli (12–14 giugno)                          | 3     | Jari-Matti Latvala | Focus RS WRC 08      | 4:11:27.5 |
|       |                                                                 |       |                    |                      |           |
| 8     | 66° Rally Orlen Platinum di Polonia (26–29 giugno)              | 1     | Mikko Hirvonen     | Focus RS WRC 08      | 3:07:27:5 |
| 8     | 66° Rally Orlen Platinum di Polonia (26–29 giugno)              | 2     | Dani Sordo         | Citroën C4 WRC       | 3:08:37.8 |
| 8     | 66° Rally Orlen Platinum di Polonia (26–29 giugno)              | 3     | Henning Solberg    | Focus RS WRC 08      | 3:09:33.2 |
|       |                                                                 |       |                    |                      |           |
| 9     | 59° Rally Neste Oil di Finlandia (31 luglio–2 agosto)           | 1     | Mikko Hirvonen     | Focus RS WRC 08      | 2:50:40.9 |
| 9     | 59° Rally Neste Oil di Finlandia (31 luglio–2 agosto)           | 2     | Sébastien Loeb     | Citroën C4 WRC       | 2:51:06.0 |
| 9     | 59° Rally Neste Oil di Finlandia (31 luglio–2 agosto)           | 3     | Jari-Matti Latvala | Focus RS WRC 08      | 2:51:30.8 |
|       |                                                                 |       |                    |                      |           |
| 10    | 20° Rally Repco d'Australia (4–6 settembre)                     | 1     | Mikko Hirvonen     | Focus RS WRC 08      | 2:53:06.5 |
| 10    | 20° Rally Repco d'Australia (4–6 settembre)                     | 2     | Sébastien Loeb     | Citroën C4 WRC       | 2:53:54.0 |
| 10    | 20° Rally Repco d'Australia (4–6 settembre)                     | 3     | Dani Sordo         | Citroën C4 WRC       | 2:54:11.1 |
|       |                                                                 |       |                    |                      |           |
| 11    | 45º Rally Movistar RACC Catalogna - Costa Daurada (2–4 ottobre) | 1     | Sébastien Loeb     | Citroën C4 WRC       | 3:22:14.7 |
| 11    | 45º Rally Movistar RACC Catalogna - Costa Daurada (2–4 ottobre) | 2     | Dani Sordo         | Citroën C4 WRC       | 3:22:26.7 |
| 11    | 45º Rally Movistar RACC Catalogna - Costa Daurada (2–4 ottobre) | 3     | Mikko Hirvonen     | Ford Focus RS WRC 09 | 3:23:08.8 |
|       |                                                                 |       |                    |                      |           |
| 12    | 65° Rally del Galles (23–25 ottobre)                            | 1     | Sébastien Loeb     | Citroën C4 WRC       | 3:16:25.4 |
| 12    | 65° Rally del Galles (23–25 ottobre)                            | 2     | Mikko Hirvonen     | Ford Focus RS WRC 09 | 3:17:31.5 |
| 12    | 65° Rally del Galles (23–25 ottobre)                            | 3     | Dani Sordo         | Citroën C4 WRC       | 3:17:32.5 |

## Classifiche

### Campionato piloti
| Pos. | Pilota                |    |     |     |     |     |     |     |     |     |     |     |     | Tot. |
| ---- | --------------------- | -- | --- | --- | --- | --- | --- | --- | --- | --- | --- | --- | --- | ---- |
| 1    | Sébastien Loeb        | 1  | 1   | 1   | 1   | 1   | 4   | Ret | 7   | 2   | 2   | 1   | 1   | 93   |
| 2    | Mikko Hirvonen        | 3  | 2   | 2   | 2   | Ret | 2   | 1   | 1   | 1   | 1   | 3   | 2   | 92   |
| 3    | Dani Sordo            | 2  | 5   | 4   | 3   | 2   | 23  | 12  | 2   | 4   | 3   | 2   | 3   | 64   |
| 4    | Jari-Matti Latvala    | 14 | 3   | 12  | Ret | 6   | 1   | 3   | Ret | 3   | 4   | 6   | 7   | 41   |
| 5    | Petter Solberg        |    | 6   | 3   | 4   | Ret | 3   | Ret | 4   | Ret |     | 4   | 4   | 35   |
| 6    | Henning Solberg       | 4  | 4   | 18  | 5   | 3   | 8   | 15  | 3   | 14  | 7   | 9   | 5   | 33   |
| 7    | Matthew Wilson        | 7  | 7   | 5   | Ret | 5   | 6   | 14  | 5   | 8   | 6   | 7   | 6   | 28   |
| 8    | Sébastien Ogier       | 6  | 10  | Ret | 17  | 7   | Ret | 2   | Ret | 6   | 5   | 5   | Ret | 24   |
| 9    | Federico Villagra     |    |     | 7   | 7   | 4   | Ret | 4   |     | 11  | 8   | 8   |     | 16   |
| 10   | Conrad Rautenbach     | 18 | Ret | 6   | Ret | Ret | 9   | 5   | 8   | Ret | Ret | 11  | 8   | 9    |
| 11   | Mads Østberg          |    | 9   |     | 6   |     | 7   | 7   | Ret | Ret |     |     | Ret | 7    |
| 12   | Khalid al-Qassimi     | 8  |     | 8   | 8   |     | 16  | 6   |     | 9   | 19  | 14  | 20  | 6    |
| 13   | Evgeny Novikov        |    | 12  | Ret | Ret |     | 5   | 16  | 9   | Ret |     | Ret |     | 4    |
| 13   | Chris Atkinson        | 5  |     |     |     |     |     |     |     |     |     |     |     | 4    |
| 13   | Matti Rantanen        |    |     |     |     |     |     |     |     | 5   |     |     |     | 4    |
| 16   | Krzysztof Hołowczyc   |    |     |     |     |     |     |     | 6   |     |     |     |     | 3    |
| 17   | Jari Ketomaa          |    |     |     |     |     |     |     |     | 7   |     |     |     | 2    |
| 18   | Nasser Al-Attiyah     |    |     | 11  | 16  | 8   | 10  | 9   |     |     |     |     | Ret | 1    |
| 18   | Urmo Aava             | 10 | 8   |     |     |     |     |     |     |     |     |     |     | 1    |
| 18   | Lambros Athanassoulas |    |     |     |     |     |     | 8   |     |     |     | 25  |     | 1    |
| Pos. | Pilota                |    |     |     |     |     |     |     |     |     |     |     |     | Tot. |

| Colore  | Risultato             |
| ------- | --------------------- |
| Oro     | Vincitore             |
| Argento | 2º posto              |
| Bronzo  | 3º posto              |
| Verde   | Finito a punti        |
| Blu     | Finito senza punti    |
| Viola   | Ritirato (Rit)        |
| Viola   | Non classificato (NC) |
| Rosso   | Non qualificato (NQ)  |
| Nero    | Squalificato (SQ)     |
| Bianco  | Non partito (NP)      |
| Bianco  | Non ha gareggiato     |
| Bianco  | Infortunato (INF)     |
| Bianco  | Escluso (ES)          |
| Bianco  | Gara cancellata (C)   |

### Campionato costruttori
| Pos. | Squadra                         |    |    |    |    |    |    |    |    |    |    |    |    | Tot. |
| ---- | ------------------------------- | -- | -- | -- | -- | -- | -- | -- | -- | -- | -- | -- | -- | ---- |
| 1    | Citroën Total World Rally Team  | 18 | 14 | 16 | 16 | 18 | 8  | 4  | 12 | 13 | 14 | 18 | 16 | 167  |
| 2    | BP Ford World Rally Team        | 8  | 14 | 10 | 8  | 3  | 18 | 18 | 10 | 16 | 15 | 10 | 10 | 140  |
| 3    | Stobart M-Sport Ford Rally Team | 8  | 8  | 6  | 5  | 10 | 7  | 5  | 11 | 4  | 5  | 4  | 7  | 80   |
| 4    | Citroën Junior Team             | 5  | 2  | 4  | 0  | 2  | 5  | 6  | 5  | 4  | 4  | 5  | 5  | 47   |
| 5    | Munchi's Ford World Rally Team  | 0  | 0  | 3  | 4  | 5  | 0  | 6  | 0  | 2  | 1  | 2  | 0  | 23   |